# تالووینکا
تالووینکا (به لاتین: Talovinka) یک منطقهٔ مسکونی در روسیه است که در استان آستراخان واقع شده‌است.